# 修道院 (直布羅陀)

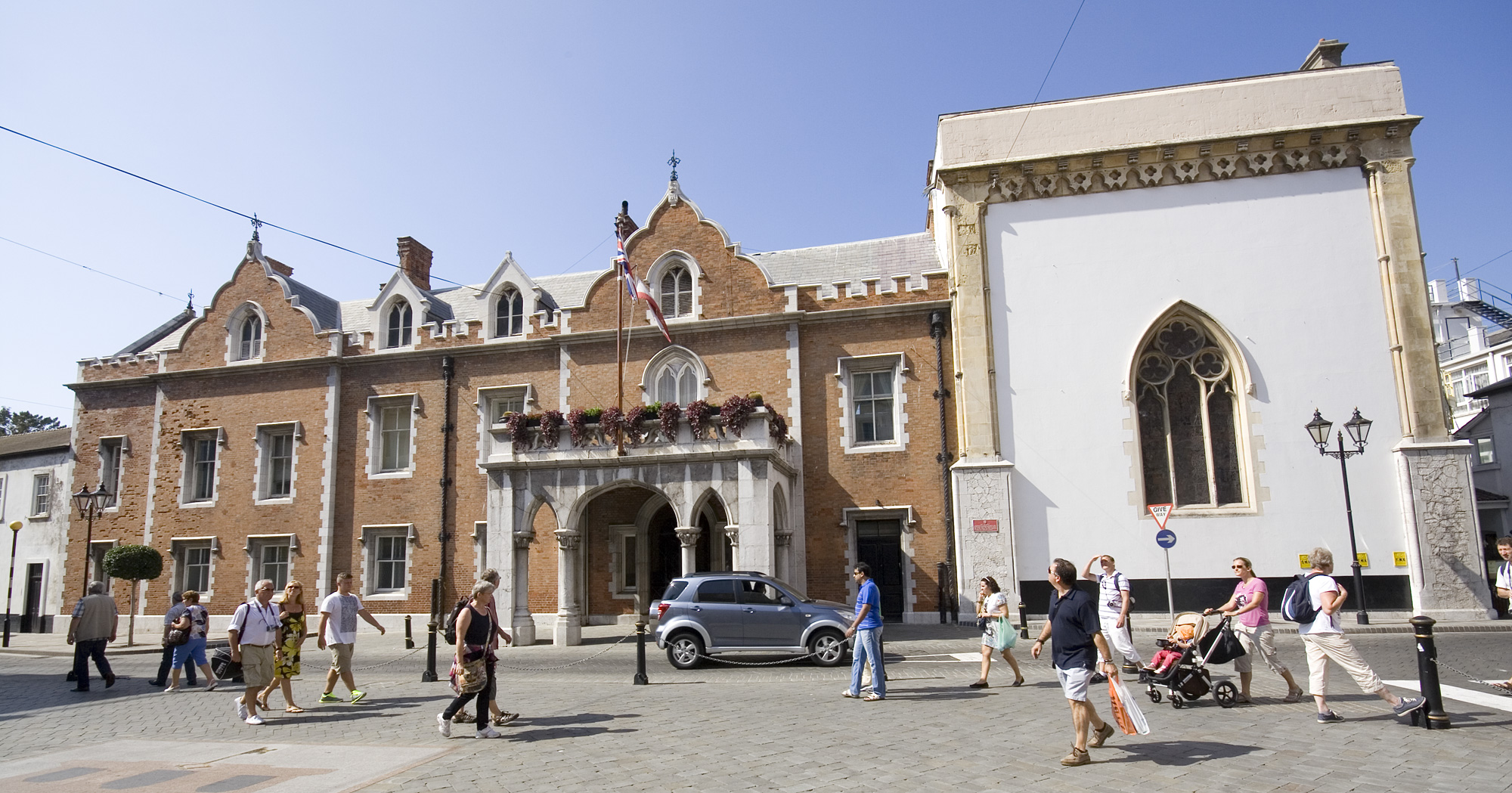
修道院

修道院（The Convent）是直布羅陀的一座建築，位於主街南端。自1728年開始，該建築就是直布羅陀總督的官邸。該建築原本是方濟各會的修道院，建築名稱也由此而來。修道院竣工於1531年。國王禮拜堂是修道院的附屬建築。

## 外部連結
- Virtual tour of the Convent（页面存档备份，存于）